# 사쿠라 (열차)
사쿠라(일본어: さくら)는 2011년부터 서일본 여객철도, 큐슈여객철도가 운영하는 산요 신칸센, 큐슈신칸센에서 직결 운행을 하는 고속열차이다. 열차 등급을 표시하는 고유색은 딥 핑크색이다. 사쿠라의 경우 일본어로 벚꽃을 의미한다. 이 열차는 60분 간격으로 운행하고 있으며, 출근 시간대에 한해서 구마모토에서 출발하는 시간이 있다. 낮시간대의 경우 하카타에서 가고시마추오까지 오가는 시간이 있다.

## 역사

### 일본국유철도시절

#### 특급열차 시절
사쿠라 등급이 최초로 운행하기 시작한 시기는 1923년 7월부터 특급 3,4 열차로 운행을 개시했다. 1925년 5월에 3등석 전용 객차로 변경되었다. 도쿄에서 시모노세키를 연결했으며 일본의 대동맥인 도카이도 본선, 산요 본선을 관통했다. 1929년에 명칭을 부여를 받았다. 1930년에 33계·35계 객차로 대체되었다. 1931년에 교토 ~ 시모노세키 B형 침대실이 도입되었다가 1934년에 전 구간에 확대되었다.
같은 해 12월에 니나 터널의 개통으로 A형 침대실과 2등석이 도입되었다. 1937년에 수송량 증강을 위해 32계 객차로 대체되었다. 1941년 7월에 전시 체제의 강화로 인해 1942년 11월에 칸몬 터널이 개통되면서 가고시마로 연장이 되었다가 급행으로 다시 격하되면서 명칭도 특급 7,8 열차로 변경되었다. 1945년 1월에 운행 구간이 시모노세키로 환원되었다가 같은 해 3월에 운행이 중단되었다.

#### 부정기 열차 시절
사쿠라 등급이 두 번째로 운행하기 시작한 시기는 1951년 4월 1일에 도쿄에서 오사카를 잇는 노선으로 신설되었다. 1957년 10월에 다이야 개정으로 부정기 열차로 승격이 되었다. 1958년 10월에 침대열차 명칭으로 통합과 동시에 폐지되었다.

#### 침대열차 시절
사쿠라 등급이 세 번째로 운행하기 시작한 시기는 1957년 7월 20일에 사치카세(일본어: さちかぜ) 침대특급열차로 신설되었고 도쿄에서 하카타 구간을 운행했다. 같은 해 10월에 나가사키로 연장되었다. 1958년 10월에 헤이와(일본어: 平和島)호로 명칭이 변경되었다가 1959년 7월 20일에 현재의 명칭으로 변경했다. 1960년 7월에 20계 객차로 도입되었다. 1961년 10월에 도쿄 ~ 나가사키, 오이타 구간을 큐슈관광열차로 지정했다. 1963년 12월에 침대차 1량이 증결되었다. 1964년 6월에 22계 객차로 교체했다. 1965년부터 히젠야마구치에서 일부 편성을 분리하여 사세보로 보내는 노선을 운행하기 시작했다. 1966년에 기본 편성을 나가사키 발착, 부속 편성을 사세보 발착으로 변경되었다. 1972년에 14계 객차로 도입되었다.
1975년 3월 10일에 24계 객차로 변경되었다. 1978년에 EF65형 500번대에서 EF65형 1000번대로 교체되었다. 같은 해 7월에 같은 해 6월에 나가사키 짬뽕과 사라우동 판매를 개시했다. 1985년에 도쿄 ~ 시모노세키 구간 운행 시 EF66형으로 교체되었다. 그러나 산요 신칸센의 하카타까지 개통이 되면서 수요가 신칸센으로 옮겨가면서 감소가 되기 시작했다. 1987년 4월, 일본국유철도가 JR로 민영화가 되었고 같은 해 6월에 나가사키 짬뽕과 사라우동 판매를 중단했다.
1993년에 식당차의 폐지되면서 매점으로 전환되었다. 1999년에 사세보 시종착이 폐지되면서 하야부사와 중련 운행과 2002년 3월에 침대실 1량과 5량의 객차로 편성해 병결 운행 했지만 계속되는 수요 감소로 인해 2005년 2월 28일에 노선이 폐지되었다. 2009년 3월 20일에 임시 열차로 다시 운행하기 시작했다. 당시 모지코 ~ 나가사키 구간을 운행했고 반대 방면 운행 당시 아카츠키(일본어: あかつき)로 운행했다. 운행 당시 14계 객차를 도입해 운행했고 원래부터 사쿠라 등급에 사용된 객차에 해당된다. 2010년 11월 20일부터 11월 21일까지 모지코 ~ 나가사키 구간을 1회 왕복하는 마지막 임시 열차 운행을 추진 했으나 차량의 노후화로 인해 운행이 무산되었다.
폐지 당시 일본의 정규 열차 중에서 가장 긴 구간을 운행하는 열차로 노선 길이만 1350.5km에 육박했다. 또한 일본의 임시열차까지 합하면 트와일라이트 익스프레스가 가장 거리가 긴 편으로 당시 오사카 ~ 삿포로 구간은 1,495.7 km, 삿포로 ~ 오사카 1,508.5km를 운행했으나 2015년 3월 다이야 개정으로 폐지되면서 현재 일본에서 가장 긴 구간을 운행하는 정규 열차는 도카이도 신칸센, 산요 신칸센을 운행하는 노조미로 도쿄 ~ 하카타 구간을 1,069.1km를 운행하고 있다.

### 신칸센 시절
큐슈신칸센 전 구간 개통을 앞두고 서일본여객철도와 큐슈여객철도는 2008년 10월 1일부터 11월 30일까지 큐슈신칸센과 산요 신칸센을 직결 운행하는 열차 이름 공모를 실시했다. 2009년 2월 2일에 현재의 명칭으로 확정되었다.
2011년 3월 12일에 큐슈신칸센이 개통되면서 신오사카 ~ 가고시마추오을 오가는 열차로 운행하기 시작했고 이는 침대열차가 폐지된지 6년만으로 사쿠라 등급이 네 번째로 운행하기 시작한 시기이다. 큐슈여객철도와 서일본여객철도는 N700계 7000번대, N700계 8000번대 차량을 도입했다. 산요 신칸센의 히카리호 등급을 대체하는 열차 등급이므로, 4시간 10분을 돌파하는데 이는 미즈호보다 25분 느린편이다. 2012년 3월에 다이야 개정으로 왕복 7회가 증편되었고 신야쓰시로 부근에 서행 구간이 해제 되면서 신오사카 ~ 가고시마추오간 소요 시간이 4시간 6분으로 단축되었다.
그와 동시에 신시모노세키 착발이 폐지되었다. 2013년 3월에 다이야 개정으로 주말 시간대 신오사카 방면 운행 시 히로시마 착발이 신설되었다. 또한 평일 낮에 이용객이 적은 하카타 ~ 구마모토 구간에 4회 감축되었다. 2014년 3월에 다이야 개정으로 전 열차 신토스, 구루메에 추가로 정차하기 시작했다.
2016년 구마모토 지진의 여파로, 큐슈신칸센 전 노선이 운행이 중단되면서 산요 신칸센 구간만 운행했다가 같은 해 4월에 운행을 재개에 이어 같은 해 7월부터 정상 운행에 들어갔다. 2017년 3월에 다이야 개정으로 가고시마추오 방면 막차 운행 시 구마모토 착발이 신설되었다.

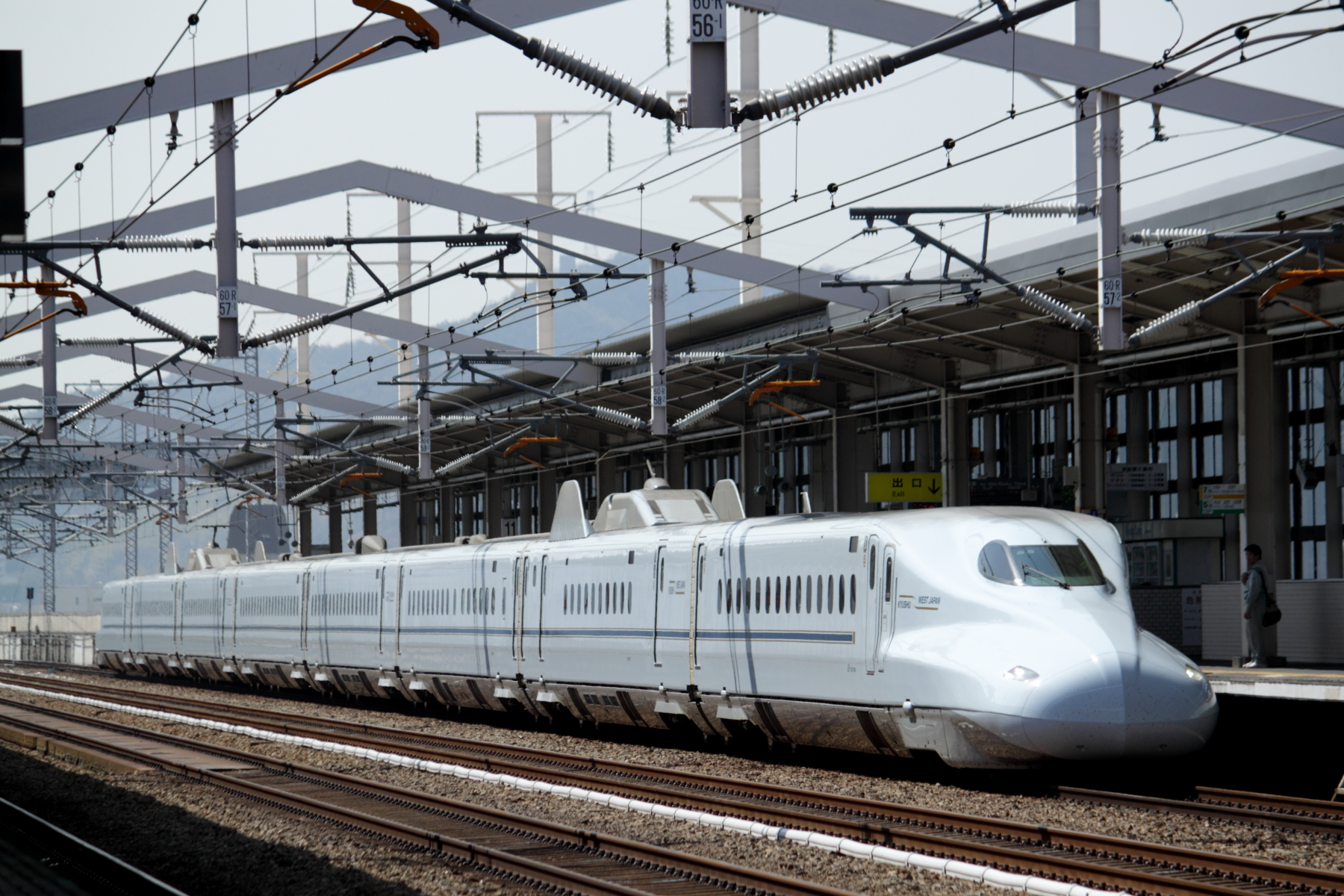
신칸센 N700계 7000번대
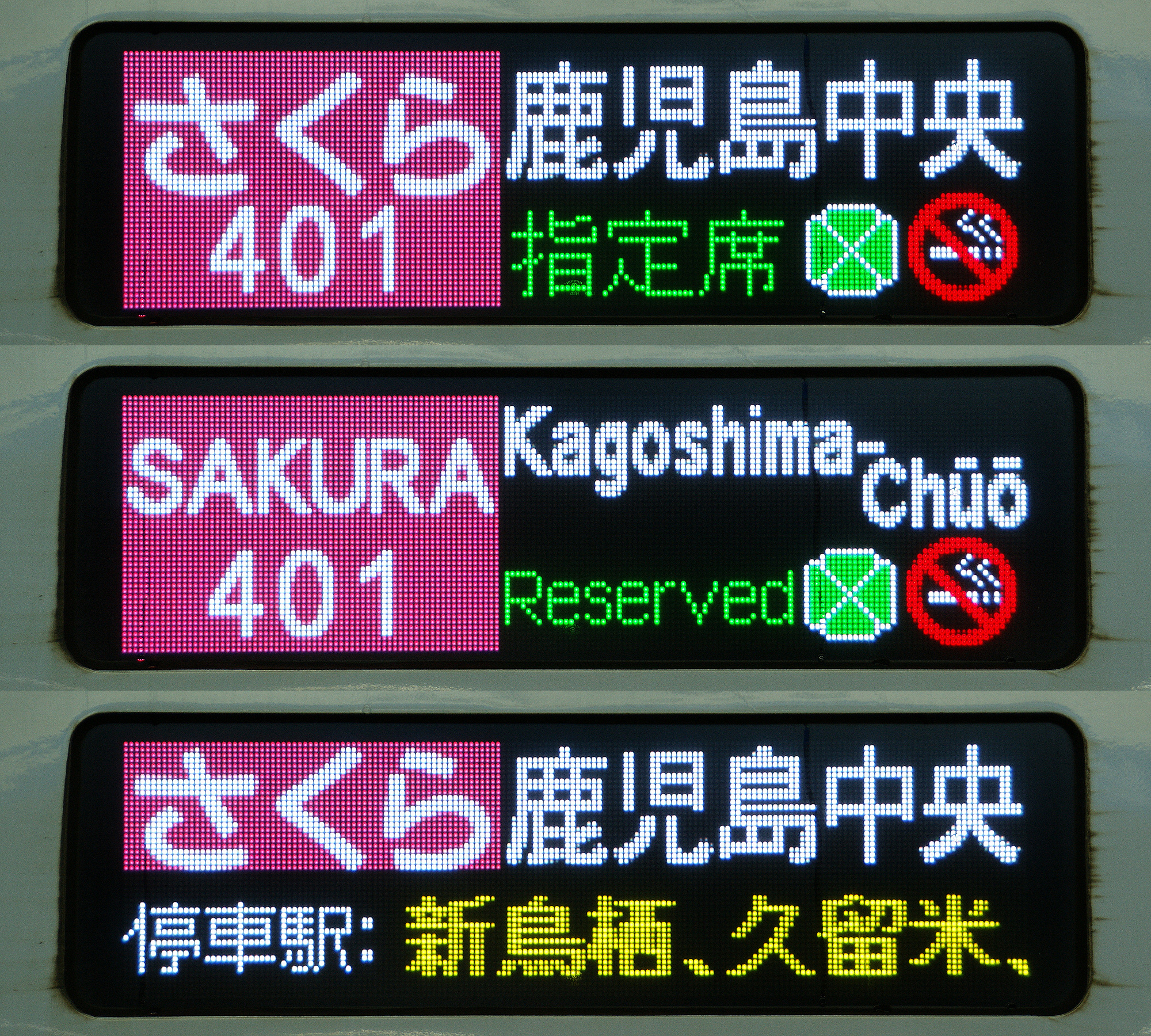
사쿠라 행선지

## 운행 현황
| 운행 노선   | 열차 번호     | 운행 구간               | 차량         | 비고                                |
| ----------- | ------------- | ----------------------- | ------------ | ----------------------------------- |
| 산요 & 큐슈 | 400호 ~ 417호 | 하카타 ~ 가고시마추오   | N700계 800계 | 일부 시간대 신시모노세키에서 시종착 |
| 산요 & 큐슈 | 451호 ~ 458호 | 히로시마 ~ 가고시마추오 | N700계 800계 |                                     |
| 산요 & 큐슈 | 540호 ~ 573호 | 신오사카 ~ 가고시마추오 | N700계       | 일부 시간대 구마모토에서 시종착     |

## 정차역
| 운행 횟수                      | 신오사카 | 신코베 | 니시아카시 | 히메지 | 아이오이 | 오카야마 | 신쿠라시키 | 후쿠야마 | 신오노미치 | 미하라 | 히가시히로시마 | 히로시마 | 신이와쿠니 | 도쿠야마 | 신야마구치 | 아사 | 신시모노세키 | 고쿠라 | 하카타 | 신토스 | 구루메 | 지쿠고후나고야 | 신오무타 | 신타마나 | 구마모토 | 신야쓰시로 | 신미나마타 | 이즈미 | 센다이 | 가고시마추오 | 비고                                                    |
| ------------------------------ | -------- | ------ | ---------- | ------ | -------- | -------- | ---------- | -------- | ---------- | ------ | -------------- | -------- | ---------- | -------- | ---------- | ---- | ------------ | ------ | ------ | ------ | ------ | -------------- | -------- | -------- | -------- | ---------- | ---------- | ------ | ------ | ------------ | ------------------------------------------------------- |
| 하행 9회 상행 7회              |          |        |            |        |          |          |            |          |            |        |                |          |            |          |            |      | ■            | ■      | ●      | ●      | ●      | ↔              | ↔        | ↔        | ●        | ■          | ■          | ■      | ●      | ●            | 하행 1회 신시모노세키 종착                              |
| 상행 1회                       |          |        |            |        |          |          |            |          |            |        |                |          |            |          |            |      |              |        | ●      | ●      | ●      | ←              | ←        | ←        | ●        | ←          | ←          | ←      | ●      | ●            |                                                         |
| 하행 1회                       |          |        |            |        |          |          |            |          |            |        |                | ●        | →          | ●        | ●          | →    | ●            | ●      | ●      | ●      | ●      | →              | →        | →        | ●        | →          | →          | →      | ●      | ●            |                                                         |
| 상행 1회                       |          |        |            |        |          |          |            |          |            |        |                | ●        | ←          | ●        | ●          | ←    | ←            | ●      | ●      | ●      | ●      | ←              | ←        | ←        | ●        | ●          | ●          | ●      | ●      | ●            |                                                         |
| 하행 1회 상행 1회              | ●        | ●      | ←          | ←      | ←        | ●        | ←          | ←        | ←          | ←      | ←              | ●        | ←          | ←        | ●          | ←    | ●            | ●      | ●      | ●      | ●      | ●              | ●        | ●        | ●        |            |            |        |        |              |                                                         |
| 하행 8회 상행 7회              | ●        | ●      | ↔          | ↔      | ↔        | ●        | ↔          | ↔        | ↔          | ↔      | ↔              | ●        | ↔          | ■        | ■          | ↔    | ■            | ●      | ●      | ●      | ●      | ↔              | ↔        | ↔        | ●        | ↔          | ↔          | ↔      | ●      | ●            | 상행 1회 신시모노세키, 도쿠야마 정차                    |
| 하행 2회                       | ●        | ●      | →          | →      | →        | ●        | →          | →        | →          | →      | →              | ●        | →          | ■        | →          | →    | →            | ●      | ●      | ●      | ●      | →              | →        | →        | ●        | →          | →          | →      | ●      | ●            | 왕복 1회 도쿠야마 정차                                  |
| 하행 1회 상행 2회              | ●        | ●      | ↔          | ↔      | ↔        | ●        | ↔          | ↔        | ↔          | ↔      | ↔              | ●        | ↔          | ●        | ↔          | ↔    | ■            | ●      | ●      | ●      | ●      | ↔              | ↔        | ↔        | ●        | ●          | ●          | ●      | ●      | ●            | 하행 1회 신시모노세키 무정차                            |
| 하행 2회 상행 3회              | ●        | ●      | →          | →      | →        | ●        | →          | →        | →          | →      | →              | ●        | ↔          | ■        | ●          | →    | →            | ●      | ●      | ●      | ●      | →              | →        | →        | ●        | ●          | ●          | ●      | ●      | ●            | 상행 1회 도쿠야마 정차                                  |
| 하행 1회 상행 1회              | ●        | ●      | ↔          | ↔      | ↔        | ●        | ↔          | ■        | ↔          | ↔      | ↔              | ●        | ↔          | ■        | ●          | ↔    | ↔            | ↔      | ●      | ●      | ●      | ●              | ↔        | ↔        | ●        | ●          | ●          | ●      | ●      | ●            | 상행 운행 시 후쿠야마 무정차                            |
| 하행 1회 상행 1회              | ●        | ●      | ↔          | ↔      | ↔        | ●        | ↔          | ●        | ↔          | ↔      | ↔              | ●        | ↔          | ●        | ●          | ↔    | ↔            | ●      | ●      | ●      | ●      | ↔              | ↔        | ●        | ●        | ●          | ●          | ●      | ●      | ●            |                                                         |
| 하행 1회 상행 1회              | ●        | ●      | ↔          | ↔      | ↔        | ●        | ↔          | ●        | ↔          | ↔      | ↔              | ●        | ↔          | ■        | ■          | ↔    | ↔            | ●      | ●      | ●      | ●      | ↔              | ●        | ↔        | ●        | ●          | ●          | ●      | ●      | ●            | 하행 운행 시 신야마구치 정차 상행 운행 시 도쿠야마 정차 |
| 하행 1회 상행 1회              | ●        | ●      | ↔          | ↔      | ↔        | ●        | ↔          | ●        | ↔          | ↔      | ↔              | ●        | ↔          | ■        | ■          | ↔    | ↔            | ●      | ●      | ●      | ●      | ●              | ↔        | ↔        | ●        | ●          | ●          | ●      | ●      | ●            | 하행 운행 시 도쿠야마 정차 상행 운행 시 신야마구치 정차 |
| ●＝정차；■＝일부 정차；↔＝통과 |          |        |            |        |          |          |            |          |            |        |                |          |            |          |            |      |              |        |        |        |        |                |          |          |          |            |            |        |        |              |                                                         |

## 소요 시간
| 50분       | 오카야마   |            |            |          |              |
| 1시간 30분 | 40분       | 히로시마   |            |          |              |
| 2시간 35분 | 1시간 55분 | 1시간 5분  | 하카타     |          |              |
| 3시간 15분 | 2시간 35분 | 1시간 45분 | 40분       | 구마모토 |              |
| 4시간 5분  | 3시간 25분 | 2시간 35분 | 1시간 30분 | 50분     | 가고시마추오 |

## 운행 열차

### 현재 운행하는 열차
- N700계 7000번대
- N700계 8000번대
- 800계

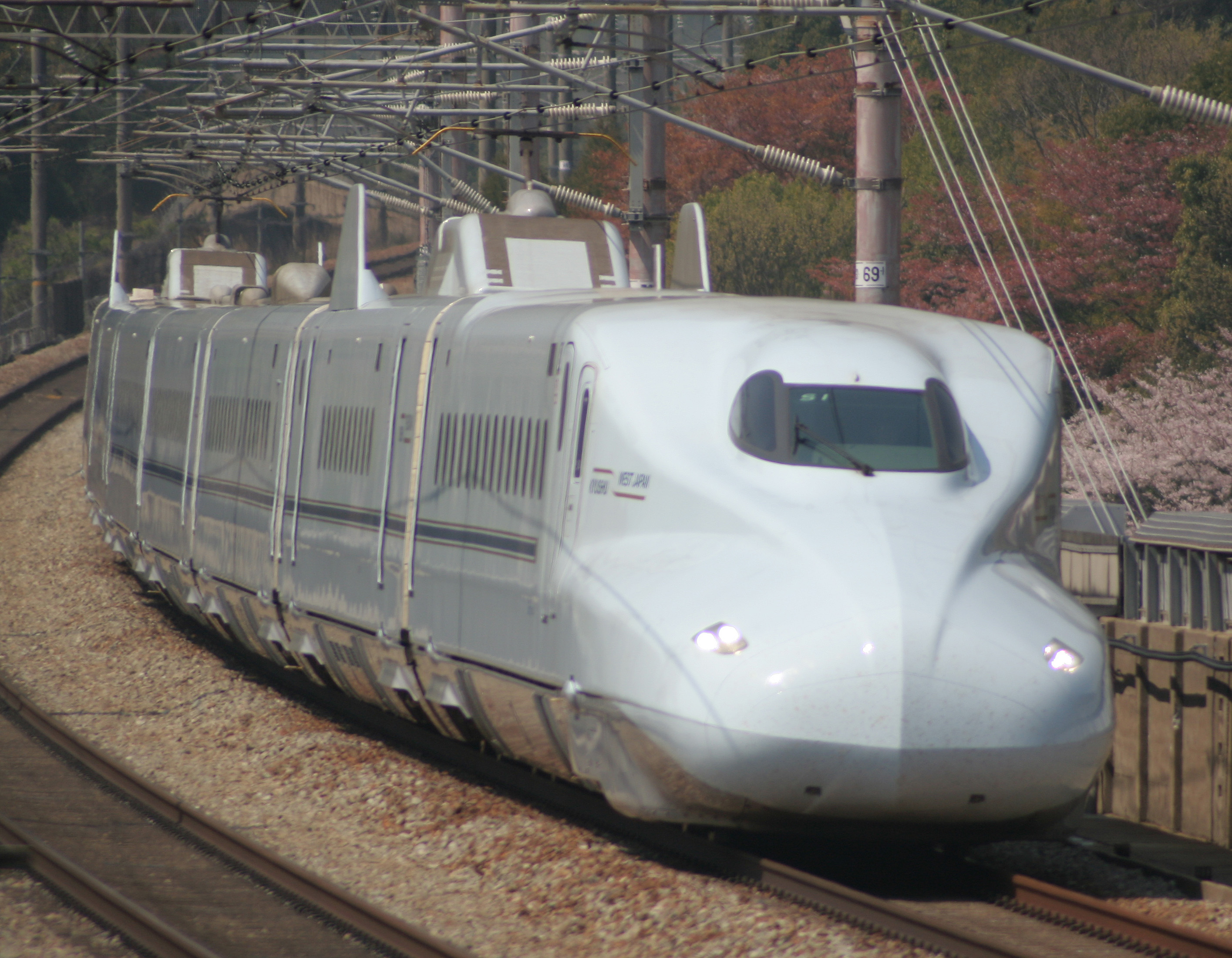
신칸센 N700계 7000번대
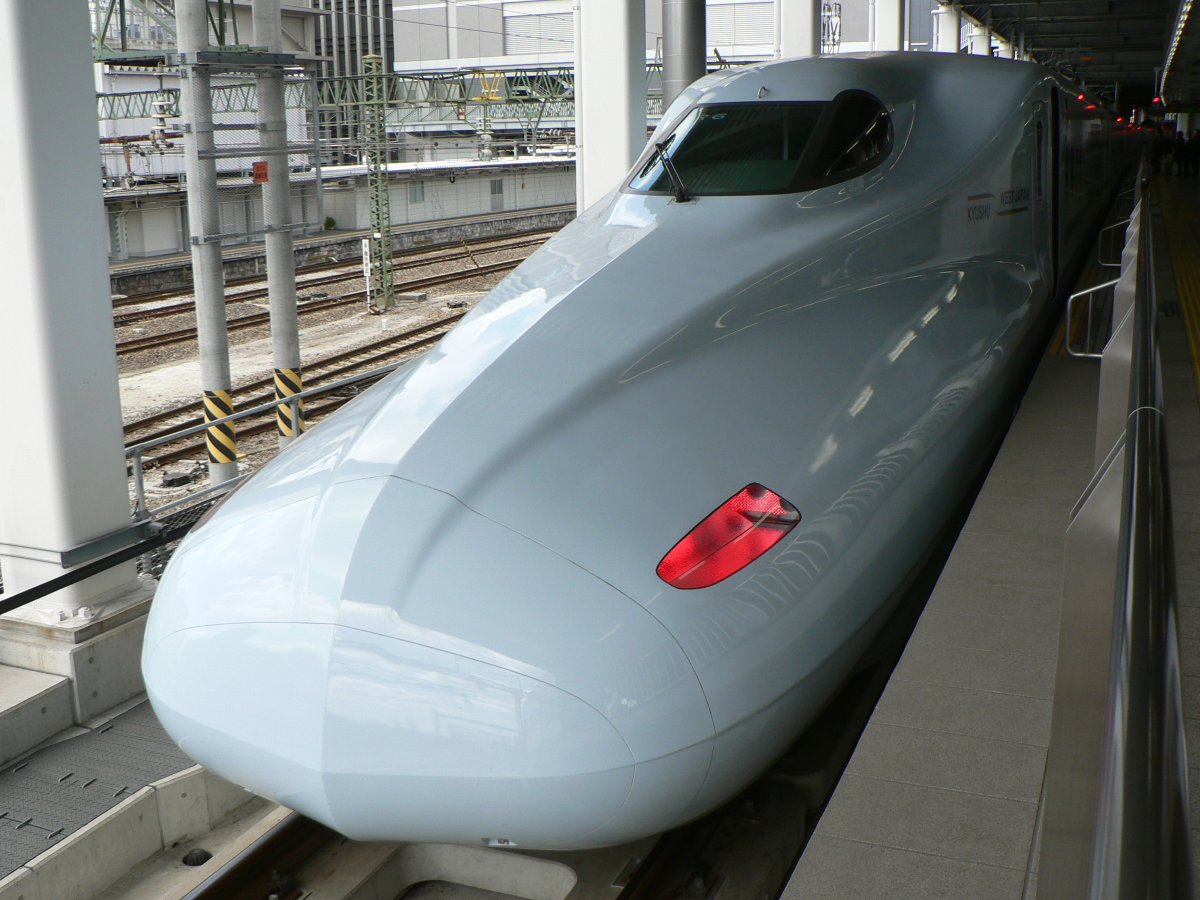
신칸센 N700계 8000번대
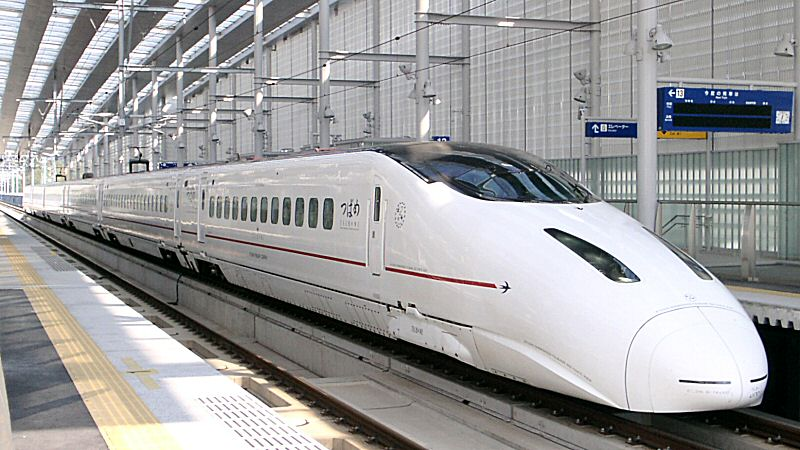
신칸센 800계

### 퇴역 및 과거 운행 열차
일본국유철도 시절

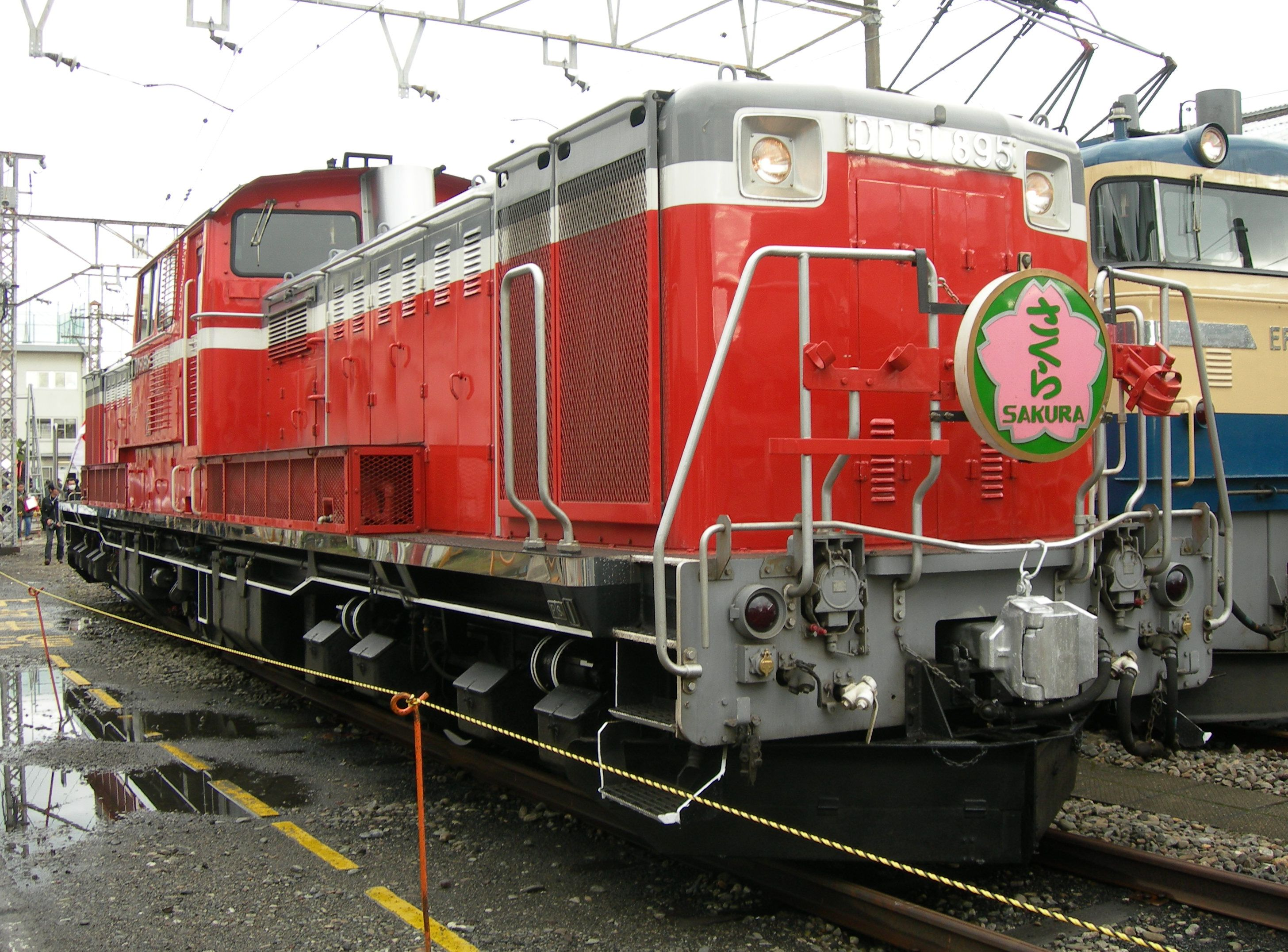
DD51형
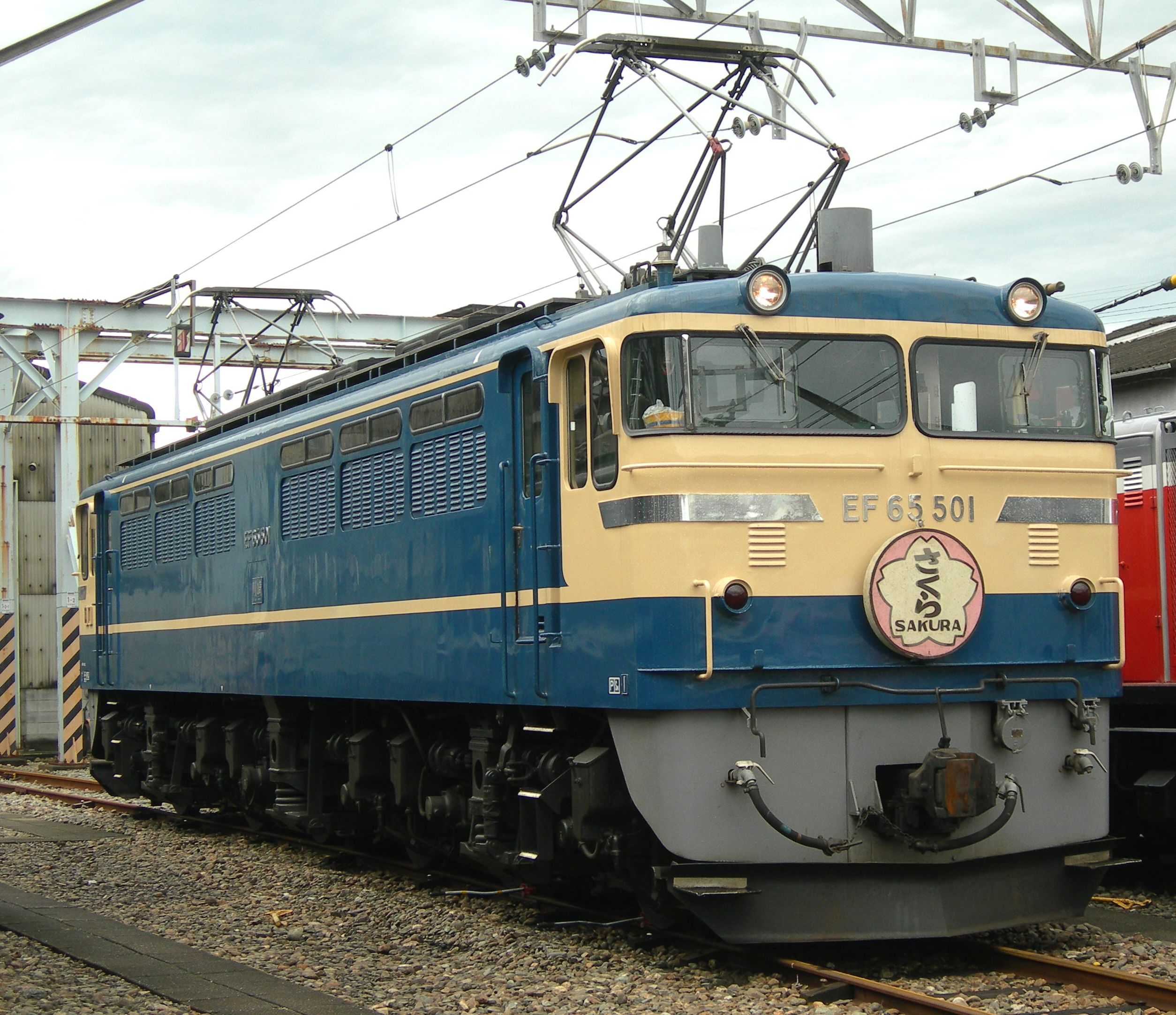
EF60형 500번대
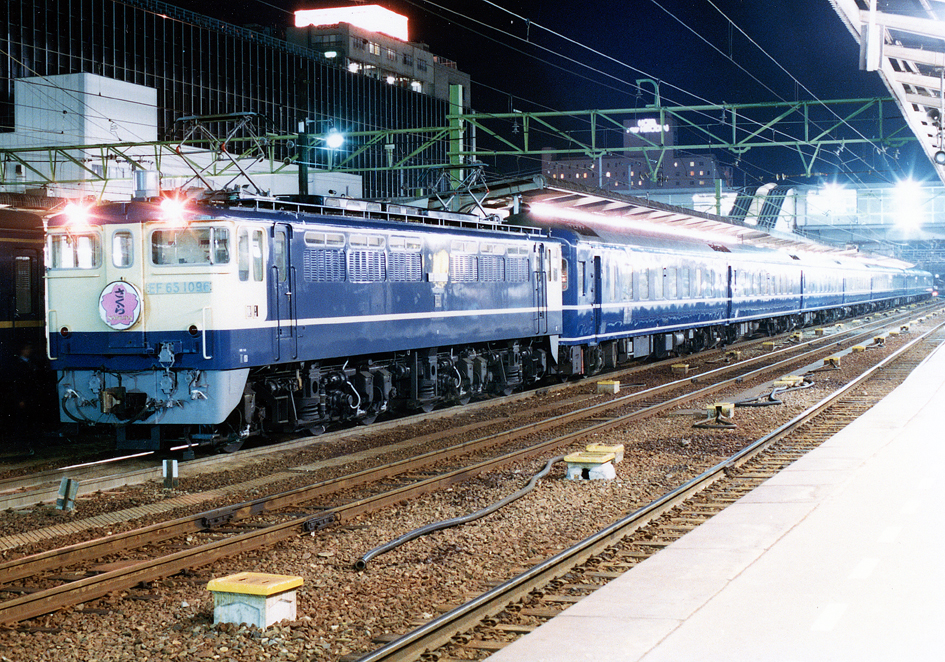
EF65형 500번대
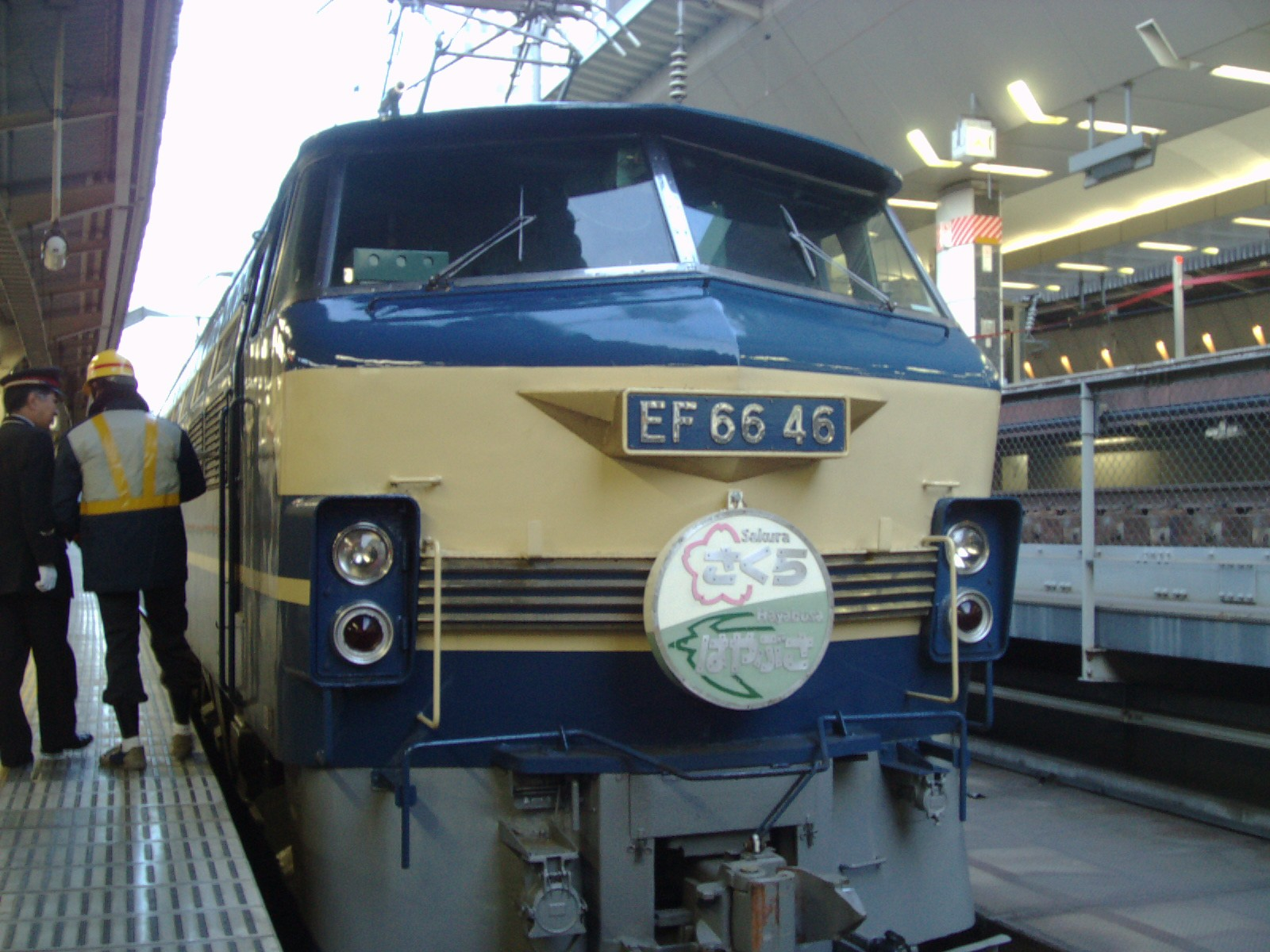
EF65형 1000번대
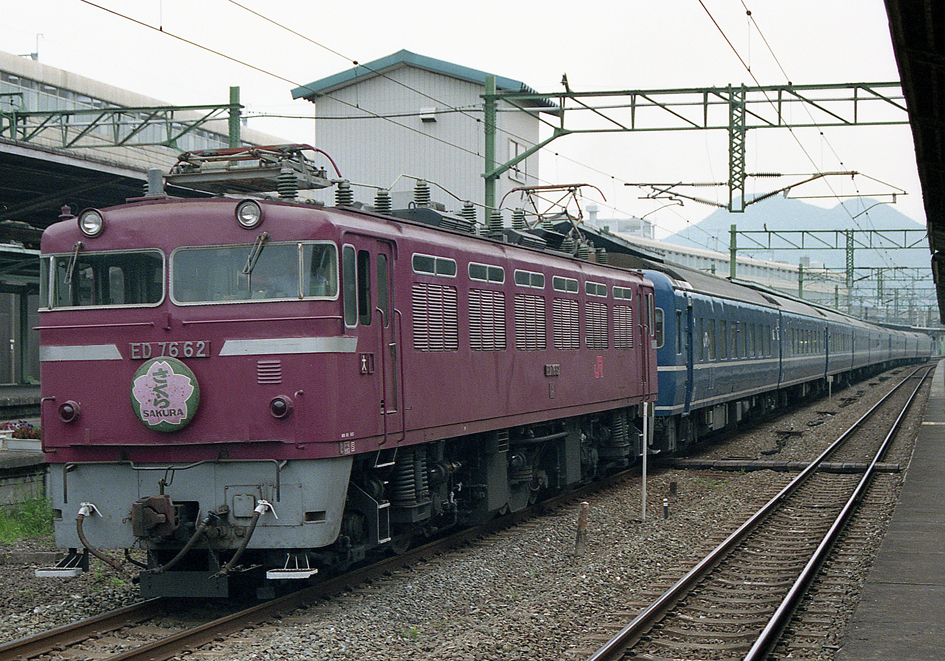
EF66형
- EF76형
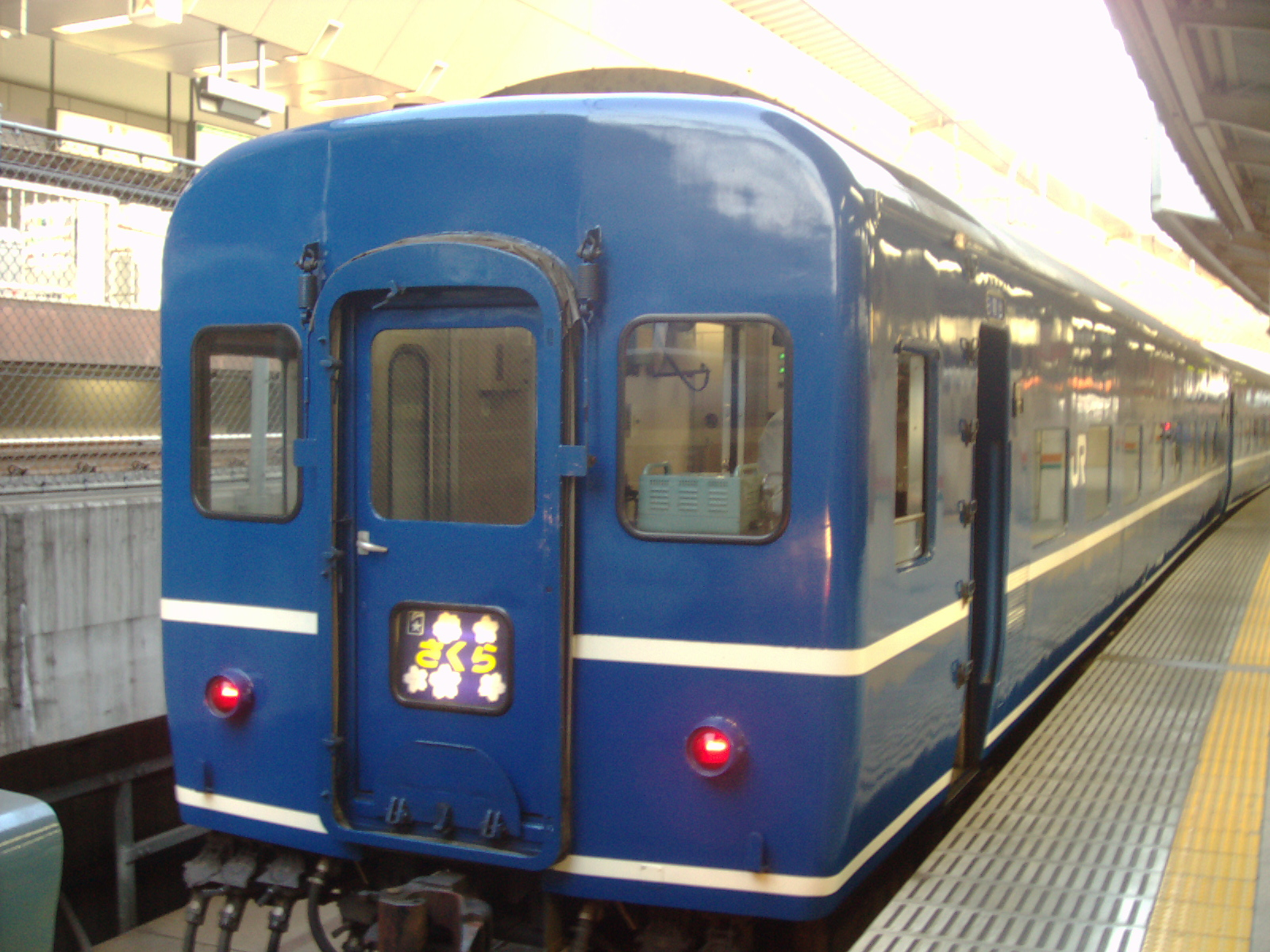
14계
- 24계
- 25계

- DD51형
- EF65형 500번대
- EF65형 1000번대
- EF66형
- EF76형
- 14계

## 객차 구성

### N700계
| 호차 | 1      | 2      | 3                  | 4      | 5      | 6      | 7                         | 8      |
| ---- | ------ | ------ | ------------------ | ------ | ------ | ------ | ------------------------- | ------ |
| 좌석 | 자유석 | 자유석 | 자유석             | 지정석 | 지정석 | 그린차 | 지정석                    | 지정석 |
| 시설 | 화장실 |        | 흡연실 화장실 전화 |        |        |        | 흡연실 화장실 장애인 좌석 | 전화   |

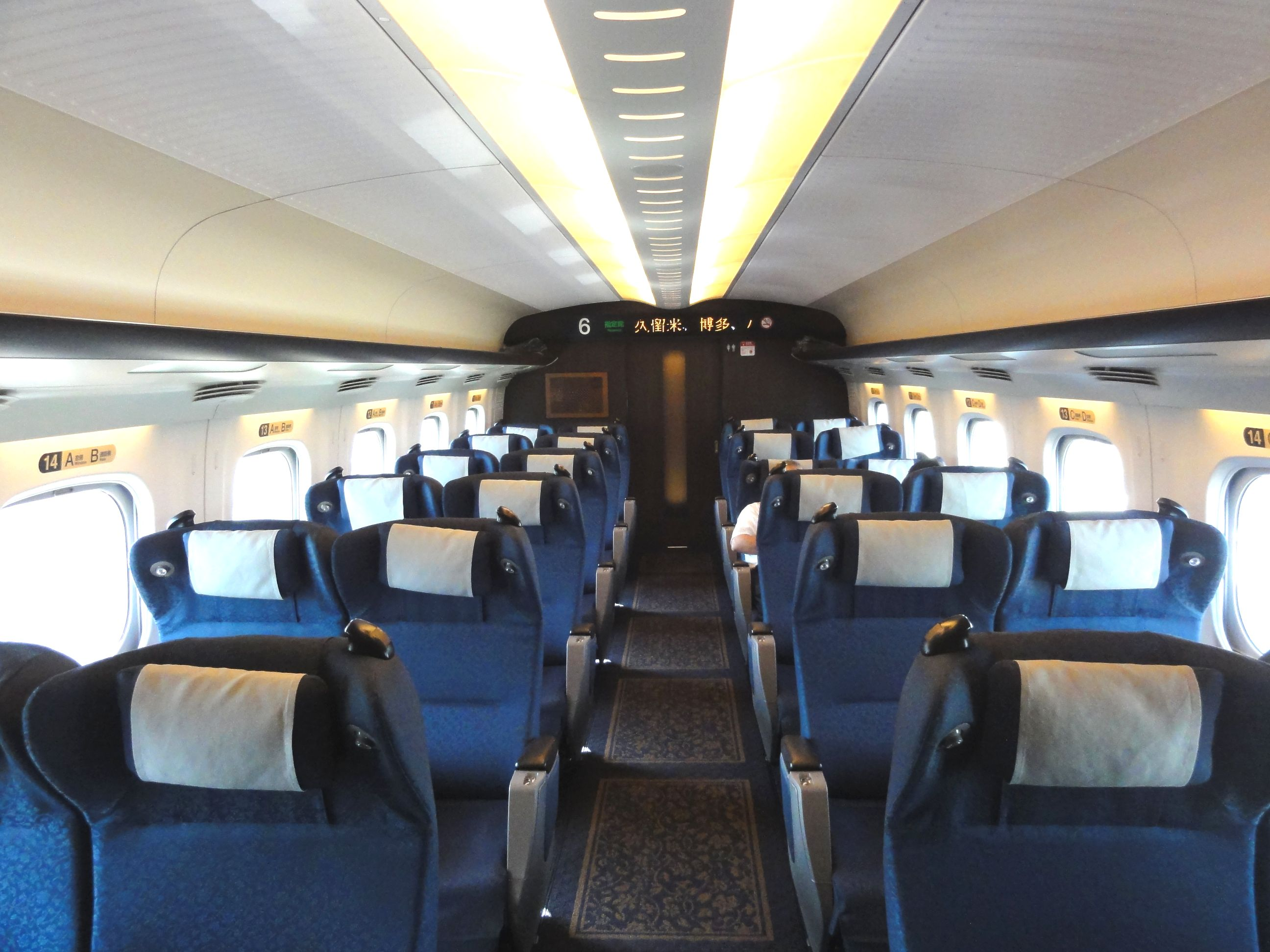
6호차 그린차
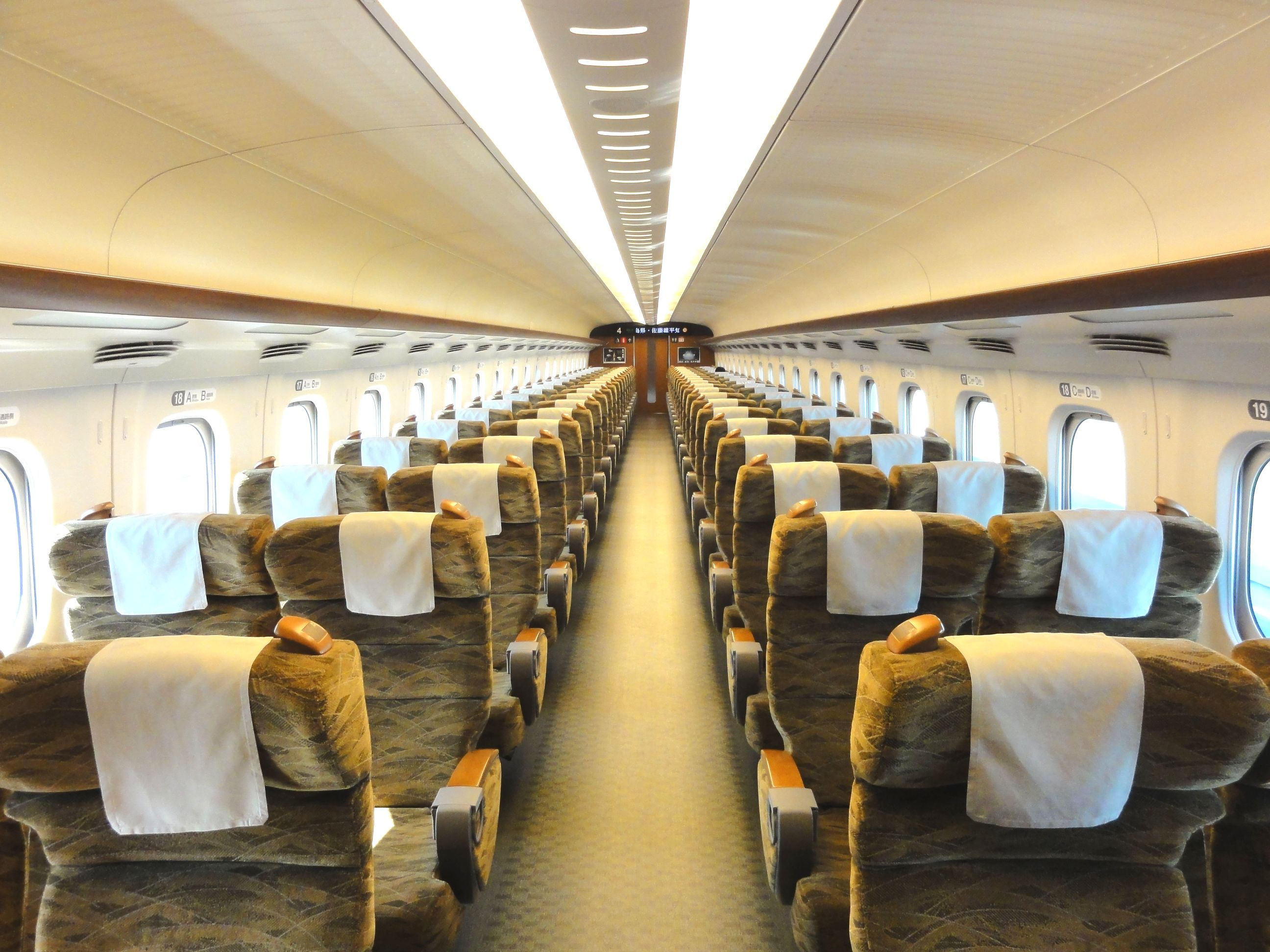
4호차 좌석
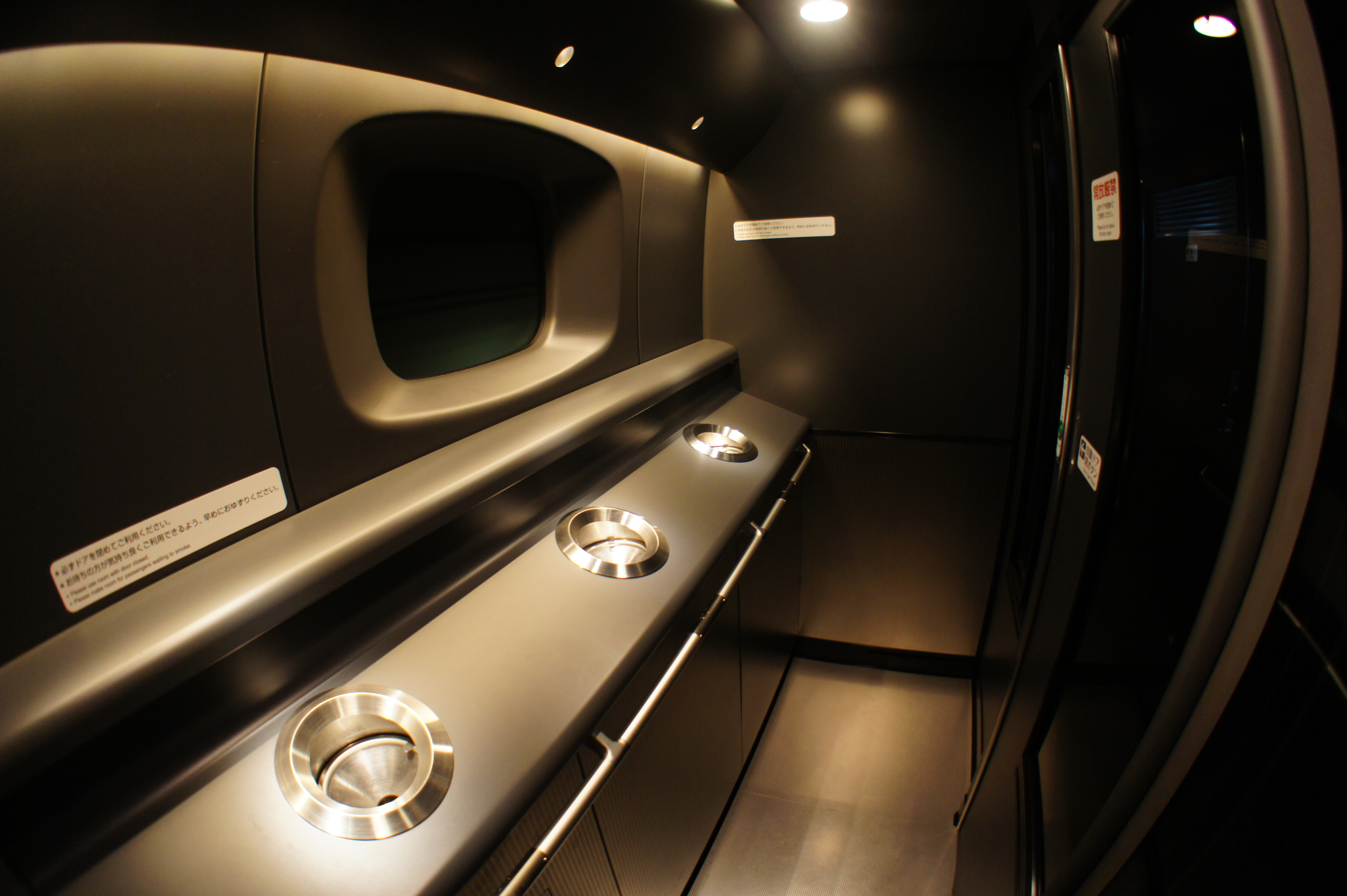
흡연석

### 800계
| 호차 | 1      | 2      | 3      | 4      | 5           | 6      |
| ---- | ------ | ------ | ------ | ------ | ----------- | ------ |
| 좌석 | 자유석 | 자유석 | 자유석 | 지정석 | 지정석      | 지정석 |
| 시설 |        | 전화   |        |        | 장애인 좌석 |        |

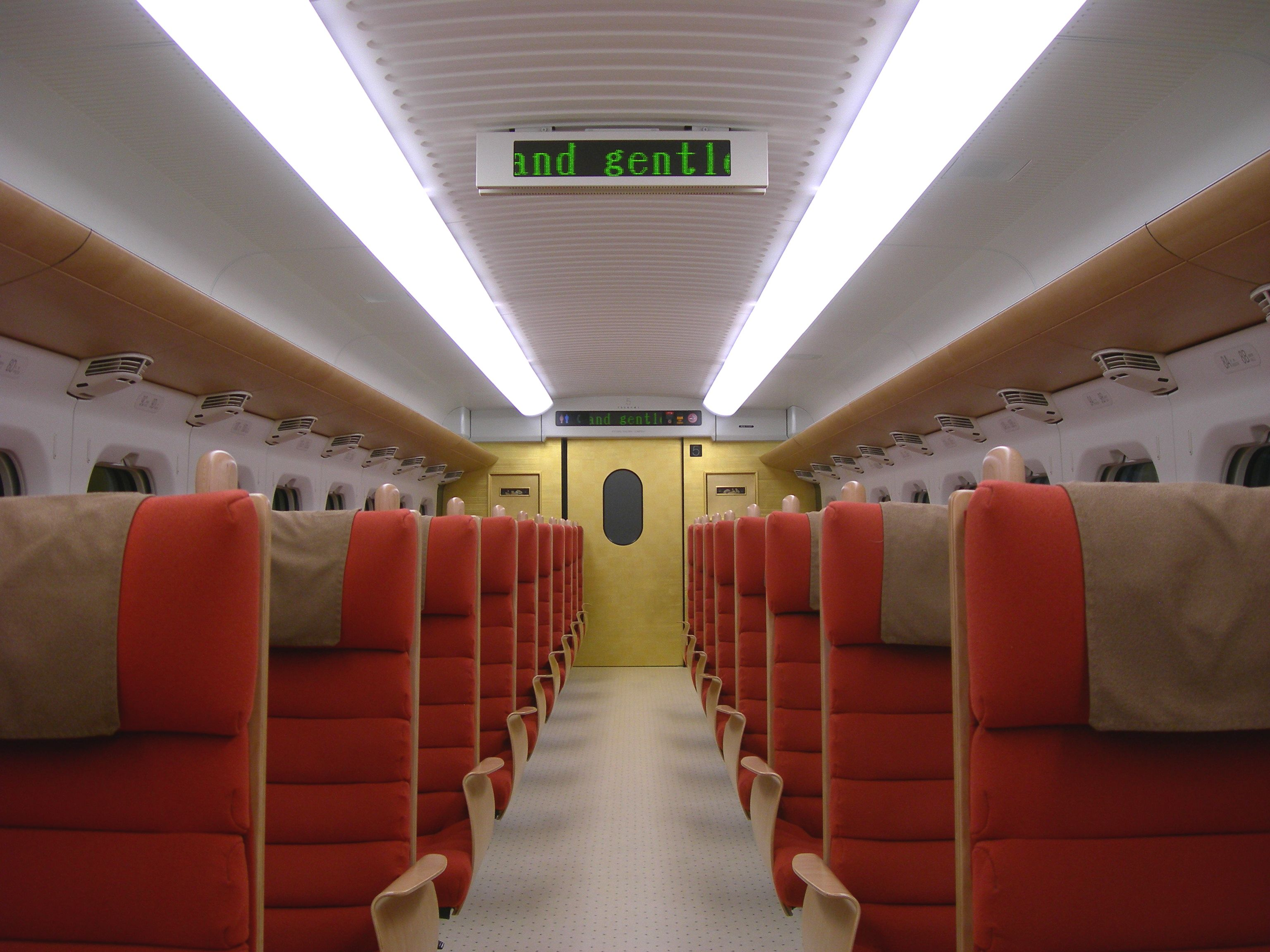
5호차 좌석
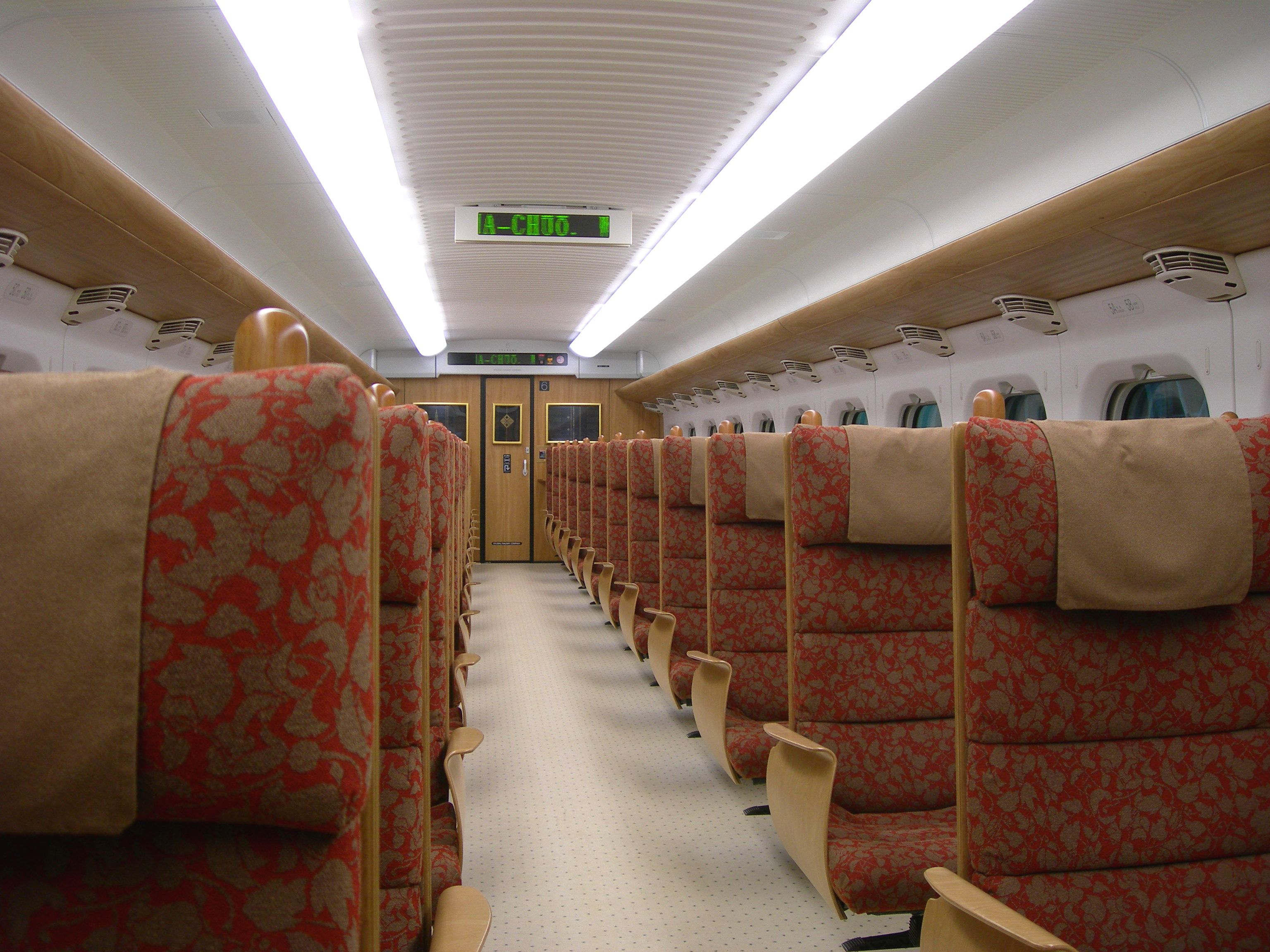
6호차 좌석

## 같이 보기
- 블루트레인 (일본)